# Dekanat Tyczyn
Dekanat Tyczyn – dekanat diecezji rzeszowskiej składający się z 11 parafii:
- Błędowa Tyczyńska, pw. Matki Bożej Królowej Polski,
- Rzeszów-Budziwój, pw. Matki Bożej Śnieżnej,
- Chmielnik, pw. Matki Bożej Łaskawej,
- Hermanowa, pw. Matki Bożej Niepokalanej,
- Kielnarowa, pw. Wniebowstąpienia Pańskiego,
- Lubenia, pw. św. Urszuli,
- Siedliska, pw. św. Józefa,
- Straszydle, pw. Matki Bożej Nieustającej Pomocy,
- Tyczyn, pw. św. Katarzyny,
- Wola Rafałowska, pw. Świętej Trójcy i Podwyższenia Krzyża Świętego,
- Zabratówka, pw. Matki Bożej Różańcowej.

## Historia
Erygowany w 1910 roku.